# کولوز
کولوز (به فرانسوی: Culoz) یک کمون در فرانسه است که در Canton of Seyssel واقع شده‌است.

## خصوصیات
کولوز ۱۹٫۳۶ کیلومترمربع مساحت و ۲٬۹۳۱ نفر جمعیت دارد و ۲۳۷ متر بالاتر از سطح دریا واقع شده‌است.